# Lounge (aeroport)

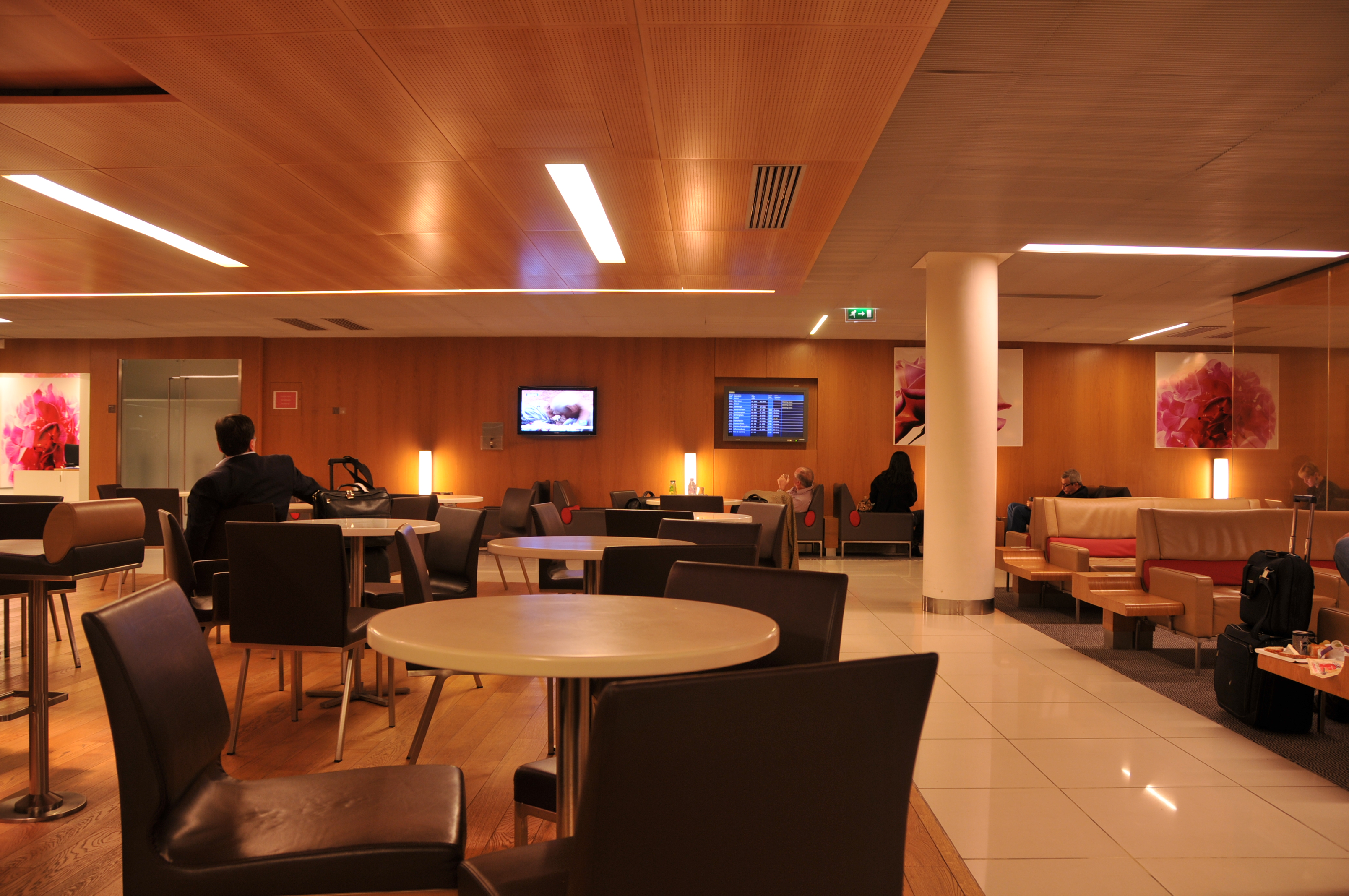
Un lounge în Aeroportul Internațional Charles de Gaulle, Franța.

Un airport lounge (în română camera de zi a aeroportului) este o locație dintr-un aeroport aparținând unei companii aeriene sau alianțe aeriene în care anumite categorii de pasageri (de obicei pasagerii de la clasele superioare, precum și călătorii frecvenți) pot beneficia de o serie de servicii suplimentare în timp ce așteaptă îmbarcarea.
O mare parte din aceste lounge-uri oferă spații de ședințe, telefoane, faxuri, acces la internet (în special wireless) cât și alte servicii business. În lounge-uri sunt oferite inclusiv servicii de catering gratuit. Avantajul lounge-urilor consta în spațiile relaxante, ambientale, în care călătorii se pot odihni în cazul așteptării unui avion și pot primi informații de la reprezentanții companiilor aeriene mult mai facil.

## Accesul în Lounge

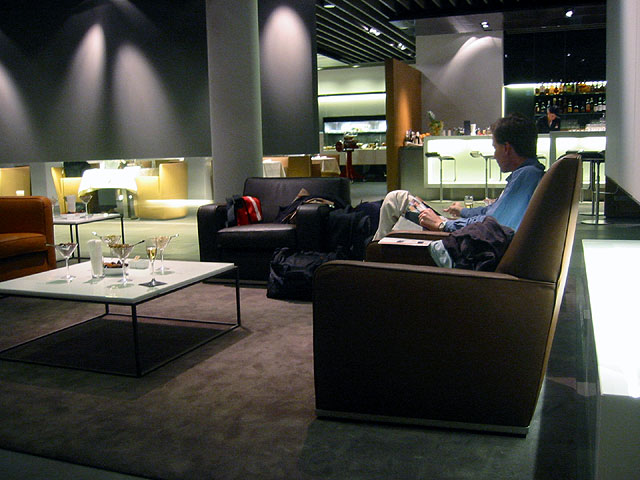
Lounge-ul de clasa întâi de la Lufthansa în Aeroportul Internațional Frankfurt, Germania.

Accesul în lounge se poate obține plătind o taxă anuală, obținând un anumit statut în cadrul programului frequent-flyer sau plătind cu milele bonus acumulate. O alternativă o reprezintă cumpărarea unor bilete de avion first class sau business class, în felul acesta putând intra în lounge-ul corespunzător clasei.
În afară de programele corespunzătoare companiilor aeriene mai există si rețele independente de lounge-uri în cadrul aeroporturilor. Un exemplu îl reprezintă lounge-urile anumitor instituții bancare. În acest caz călătorii care sunt clienți ai respectivelor instituții bancare pot accesa lounge-urile. Exemple în acest sens sunt:
- Diners Club International
- American Express — Platinum
- Centurion Card
- Morgan Stanley — i24 Card
- RBS — Black Card

## Lounge-urile First Class
Lounge-urile de clasa întâi sunt oferite în special pasagerilor de zbor internațional și intercontinental. Aceste lounge-uri sunt în general mai exclusiviste decât cele de Business Class. În cazul în care un aeroport nu deține un lounge de clasa întâi călătorii pot opta și pentru un lounge de Business Class. Un pasager de clasa întâi poate opta în orice caz la un lounge de Business Class, chiar și atunci când aeroportul are și un lounge de clasa întai (caz des întâlnit atunci când însoțitorul pasagerului de clasa întâi nu deține permisiunea de acces decât pentru un lounge de Business Class).

## Lounge-uri
Lista de față are doar caracter orientativ. Ea cuprinde doar lounge-urile unora dintre cele mai importante companii aeriene la nivel global. O completare a acestei liste este posibilă:
| Companie Aeriană / Operatorul lounge-ului  | Numele lounge-ului                                 | Locații |
| ------------------------------------------ | -------------------------------------------------- | --- |
| Aegean Airlines                            | Aegean Business Lounges                            | Atena, Larnaca, Thessaloniki |
| Aer Lingus                                 | Gold Circle Lounge                                 | Boston, Dublin, Londra–Heathrow |
| AeroMexico                                 | Salon Premier                                      | Cancún, Ciudad Juárez, Chihuahua, Guadalajara, Hermosillo, Mérida, Mexico City, Monterrey, Tijuana, Torreón |
| Air Algérie                                | Marhaba lounge                                     | Alger, Annaba, Barcelona, Beijing-Capital, Cairo, Constantine, Dubai, Londra-Heathrow, Montréal-Trudeau, Oran, Paris-Charles de Gaulle, Paris-Orly |
| Air Canada                                 | Maple Leaf Lounge (Salon feuille d'érable)         | Calgary, Edmonton, Halifax, Londra–Heathrow, Los Angeles, Montréal, Ottawa, Paris–Charles de Gaulle, Regina, St. Johns, Toronto–Pearson, Vancouver, Winnipeg |
| Air Canada                                 | Arrivals Lounge (Salon d'arrivée)                  | Londra–Heathrow |
| Air China                                  | VIP Lounge                                         | Beijing-Capital |
| airBaltic                                  | airBaltic Business lounge                          | Riga |
| Air France                                 | Salon Air France                                   | Bangkok, Berlin–Tegel, Bordeaux, Boston, Cayenne, Chicago–O'Hare, Douala, Dubai, Düsseldorf, Fort-de-France, Frankfurt, Geneva, Hong Kong, Houston–Intercontinental, Johannesburg, Lagos, Los Angeles, Lyon, Montréal–Trudeau, München, New York–JFK, Nouméa, Paris–Charles de Gaulle, Paris–Orly, Pointe-à-Pitre, Réunion, Rio de Janeiro, San Francisco, São Paulo–Guarulhos, Stuttgart, Tokio–Narita, Washington–Dulles, Zürich |
| Air France                                 | Salon Affaires (Affaires lounge)                   | Paris–Charles de Gaulle |
| Air France                                 | Salon Arrivée (Arrivals lounge)                    | Paris–Charles de Gaulle |
| Air France                                 | Salon La Première (Premiere lounge)                | Paris–Charles de Gaulle |
| Air India                                  | Maharaja Lounge                                    | Chennai, Londra–Heathrow, Mumbai, Hyderabad, New Delhi, New York–JFK |
| Air New Zealand                            | Koru Lounge & International Lounge                 | Auckland, Christchurch, Dunedin, Hamilton, Invercargill, Napier, Nelson, New Plymouth, Palmerston North, Queenstown, Tauranga, Wellington |
| Air New Zealand                            | Koru Lounge & International Lounge (internațional) | Auckland, Brisbane, Christchurch, Hong Kong, Honolulu, Los Angeles, Londra–Heathrow, Melbourne, Nadi, Osaka, Papeete, Perth, Rarotonga, Sydney, Tokio–Narita, Wellington |
| Alaska Airlines                            | Alaska Airlines Board Room                         | Anchorage, Los Angeles, Portland, San Francisco, Seattle/Tacoma |
| Alitalia                                   | Sale Freccia Alata                                 | Catania, Chicago–O'Hare, Milano–Linate, New York–JFK, Roma–Fiumicino, Palermo, Torino, Veneția |
| Alitalia                                   | Sale Welcome                                       | Milano–Linate, Torino |
| All Nippon Airways                         | ANA SUITE Lounge (pentru zboruri locale)           | Tokio-Haneda |
| All Nippon Airways                         | ANA Lounge (pentru zboruri locale)                 | Tokio-Haneda, Tokio-Narita, Osaka-Itami, Fukuoka, Sapporo-Chitose |
| All Nippon Airways                         | Signet (pentru zboruri locale)                     | Nagoya-Chubu , Sendai, Komatsu, Hiroshima, Matsuyama, Kumamoto, Miyazaki, Kagoshima, Okinawa-Naha |
| All Nippon Airways                         | ANA SUITE Lounge (internațional)                   | Tokio-Narita, Tokio-Haneda |
| All Nippon Airways                         | ANA Lounge (internațional)                         | Tokio-Narita, Tokio-Haneda |
| All Nippon Airways                         | CLUB ANA Lounge (internațional)                    | Osaka-Kansai int'l terminal, Nagoya-Chubu Int'l terminal (împreună cu Star alliance), |
| All Nippon Airways                         | Arrivals Lounge (internațional)                    | Tokio-Narita int'l terminal Tokio-Haneda |
| American Airlines                          | Admirals Club                                      | Atlanta, Austin, Bogotá, Boston, Buenos Aires, Caracas, Chicago–O'Hare, Dallas/Fort Worth, Denver, Honolulu, Londra–Heathrow, Los Angeles, Mexico City, Miami, Nashville, Newark, New York–JFK, New York–LaGuardia, Orange County, Paris–Charles de Gaulle, Philadelphia, Raleigh/Durham, Rio de Janeiro, San Diego, San Francisco, San Juan, Santiago, São Paulo–Guarulhos, St. Louis, Tokio–Narita, Toronto–Pearson, Washington–Reagan                                                                                                |
| American Airlines                          | Premium Lounge                                     | Miami |
| American Airlines                          | Flagship Lounge                                    | Chicago–O'Hare, Londra–Heathrow, Los Angeles, New York–JFK |
| American Airlines                          | Arrivals Lounge                                    | Londra–Heathrow |
| Asiana                                     | OZ Club Lounge                                     | Busan, Daegu, Gwangju, Jeju, Seoul–Gimpo, Seoul–Incheon |
| Avianca                                    | Avianca VIP lounges                                | Bogotá, Cali, Caracas, Barranquilla, Buenos Aires, Guayaquil, New York–JFK, Madrid, Medellin, Quito |
| Azerbaijan Airlines                        | VIP Lounge                                         | Baku |
| Blue Islands                               | Customer Lounge                                    | Guernsey, Jersey, Southampton |
| British Airways                            | Concorde Room                                      | Londra–Heathrow, New York–JFK |
| British Airways                            | Executive Club                                     | Dallas/Fort Worth, Houston–Intercontinental, Lagos, Roma–Fiumicino |
| British Airways                            | First Lounge                                       | Boston, Chicago–O'Hare, Houston–Intercontinental, Newark, San Francisco, Seattle/Tacoma |
| British Airways                            | Galleries Arrivals                                 | Londra–Heathrow |
| British Airways                            | Galleries Club                                     | Bruxelles, Johannesburg, Londra–Gatwick, Londra–Heathrow, Milano–Linate, München, New York–JFK, Philadelphia, Toronto–Pearson, Vancouver, Washington–Dulles |
| British Airways                            | Galleries First                                    | Johannesburg, Londra–Gatwick, Londra–Heathrow, New York–JFK, Philadelphia, Toronto–Pearson, Vancouver, Washington–Dulles |
| British Airways                            | Galleries lounge                                   | Aberdeen, Amsterdam, Dubai, Edinburgh, Glasgow, Londra-Heathrow, Mumbai |
| British Airways                            | Hong Kong lounge (împreună cu Qantas)              | Hong Kong |
| British Airways                            | Terraces Lounge                                    | Atena, Atlanta, Berlin–Tegel, Boston, Cape Town, Chicago–O'Hare, Düsseldorf, Geneva, Istanbul–Atatürk, Jersey, Manchester, Milano–Malpensa, Newcastle, Newark, Phoenix, San Francisco, Seattle/Tacoma |
| Cathay Pacific și Dragonair                | Cathay Pacific First and Business Class Lounge     | Bahrain, Bangkok-Suvarnabhumi, Frankfurt, Kuala Lumpur, Londra-Heathrow, Manila, Melbourne, Paris-Charles de Gaulle, Penang, San Francisco, Seoul-Incheon, Taipei-Taoyuan, Tokio-Narita, Vancouver |
| Cathay Pacific și Dragonair                | Dragonair and Cathay Pacific Lounge                | Beijing-Capital, Shanghai-Pudong |
| Cathay Pacific și Dragonair                | G16 Lounge                                         | Hong Kong |
| Cathay Pacific și Dragonair                | The Pier                                           | Hong Kong |
| Cathay Pacific și Dragonair                | The Cabin                                          | Hong Kong |
| Cathay Pacific și Dragonair                | The Wing                                           | Hong Kong |
| Cathay Pacific și Dragonair                | The Arrival                                        | Hong Kong |
| Caribbean Airlines                         | Club Caribbean                                     | Port of Spain |
| China Airlines                             | Dynasty Lounge                                     | Bangkok–Suvarnabhumi, Hong Kong, Honolulu, Kaoshiung, Kuala Lumpur, Okinawa, San Francisco, Taipei–Taoyuan, Tokio–Narita |
| China Southern Airlines                    | Sky Pearl Lounge                                   | Beijing–Capital, Changchun, Changsha, Chengdu, Chongqing, Dalian, Guangzhou, Guilin, Guizhou, Haikou, Hangzhou, Harbin, Kunming, Nanjing, Qingdao, Sanya, Shanghai–Pudong, Shantou, Shenyang, Shenzhen, Ürümqi, Wuhan, Xiamen, Xi'an, Zhengzhou, Zhuhai |
| Copa Airlines                              | Copa Club                                          | Guatemala City, Panama City, Santo Domingo |
| Delta Air Lines                            | Delta Sky Club                                     | Atlanta, Boston, Chicago–O'Hare, Cincinnati/Northern Kentucky, Dallas/Fort Worth, Detroit, Fort Lauderdale, Honolulu, Indianapolis, Jacksonville, Los Angeles, Manila, Memphis, Miami, Milwaukee, Minneapolis/St. Paul, Nashville, Newark, New Orleans, New York–JFK, New York–LaGuardia, Orlando, Philadelphia, Portland OR, Raleigh/Durham, Salt Lake City, San Diego, San Francisco, Santiago, São Paulo–Guarulhos, Seattle/Tacoma, Tampa, Tokio–Narita, Washington–Reagan, West Palm Beach                                          |
| El Al                                      | King David Lounge                                  | Londra–Heathrow, New York–JFK, Paris–Charles de Gaulle, Tel Aviv |
| Emirates                                   | Emirates Lounge                                    | Auckland, Bangkok, Beijing, Birmingham, Brisbane, Columbo, Delhi, Dubai, Düsseldorf, Frankfurt, Hamburg, Hong Kong, Istanbul, Johannesburg, Kuala Lumpur, Londra–Gatwick, Londra–Heathrow, Manchester, Melbourne, Milano–Malpensa [expected from 2012], Mumbai, München, New York–JFK, Paris–Charles de Gaulle, Perth, San Francisco, Shanghai, Singapore, Sydney, Zürich |
| Ethiopian Airlines                         | Sheba Lounge                                       | Addis Ababa |
| Ethiopian Airlines                         | Cloud Nine Lounge                                  | Addis Ababa |
| EVA Air                                    | Evergreen Lounges                                  | Bangkok, Hong Kong, San Francisco, Taipei |
| Finnair                                    | Finnair Lounge                                     | Helsinki, Stockholm-Arlanda |
| Garuda Indonesia                           | Garuda Executive Lounge                            | Balikpapan, Denpasar/Bali, Jakarta-Soekarno-Hatta, Makassar, Manado, Medan, Padang, Palembang, Semarang, Singapore, Shanghai, Surabaya, Yogyakarta |
| Gol Transportes Aéreos                     | Smiles                                             | São Paulo-Guarulhos |
| Gulf Air                                   | Falcon Gold lounge                                 | Bahrain, Dubai, Londra–Heathrow |
| Hawaiian Airlines                          | Premier Club                                       | Hilo, Honolulu, Kahului, Kona, Lihue, Los Angeles |
| Japan Airlines                             | Sakura Lounge                                      | Tokio–Haneda & Narita, Nagoya, Osaka Kansai, Fukuoka, Sapporo-Chitose (pentru zboruri locale), Taipei-Taoyuan, Kaohsiung, Shanghai-Pudong, Seoul-Incheon, Bangkok–Suvarnabhumi, Frankfurt, Honolulu,San Francisco, New York-JFK |
| Japan Airlines                             | JAL First Class Lounge                             | Tokio-Haneda & Narita, Frankfurt, New York-JFK |
| Jet Airways                                | Jet Lounge                                         | Bangalore, Bruxelles, Delhi, Hyderabad, Mumbai, Newark |
| Kingfisher Airlines                        | Kingfisher Lounge                                  | Bangalore, Chennai, Mumbai, Londra-Heathrow, New Delhi, Hyderabad, Kolkata, Cochin |
| Korean Air                                 | Korean Air Lounge                                  | Busan, Chicago, Dallas/Fort Worth, Daegu, Fukuoka, Gwangju, Hong Kong, Jeju, Los Angeles, Nagoya, New York–JFK, Osaka–Kansai, Seoul–Gimpo, Seoul–Incheon, Tokio–Narita |
| LOT Polish Airlines                        | LOT Business Lounge                                | Warsaw |
| Lufthansa                                  | Senator Lounge                                     | Atena, Atlanta, Berlin-Tegel, Boston, Bremen, Köln-Bonn, Dallas/Fort Worth, Detroit, Dresda, Dubai, Düsseldorf, Frankfurt, Geneva, Hamburg, Houston, Leipzig, Londra-Heathrow, Milano-Malpensa, Mumbai, München, New York–JFK, Newark, Nürnberg, Paris-Charles de Gaulle, Stuttgart, Washington-Dulles, Zürich |
| Lufthansa                                  | Business Lounge                                    | Atena, Bangkok, Berlin-Tegel, Boston, Bremen, Köln-Bonn, Detroit, Dresda, Düsseldorf, Dubai, Frankfurt, Hamburg, Hanovra, Houston, Leipzig, Londra-Heathrow, Milano-Malpensa, München, New York–JFK, Nürnberg, Stuttgart, Washington-Dulles |
| Lufthansa                                  | First Class Lounge                                 | Frankfurt, München |
| Lufthansa                                  | Welcome Lounge                                     | Frankfurt |
| Malaysia Airlines                          | Golden Lounge                                      | Kuala Lumpur, Kuching, Kota Kinabalu, Langkawi, Londra, Los Angeles, Melbourne, Penang, Singapore, Sydney, Perth |
| Middle East Airlines                       | The Cedar Lounge                                   | Beirut |
| No.1 Traveller (accesul se plătește)       | No.1 Traveller Lounge                              | Londra–Gatwick, Londra–Heathrow, Londra–Stansted |
| Olympic Air                                | CIP Lounge                                         | Atena, Thessaloniki |
| Pakistan International Airlines            | CIP Lounge                                         | Karachi, Lahore, Islamabad, Peshawar, Quetta, Faisalabad |
| Philippine Airlines                        | Mabuhay Lounge                                     | Bacolod, Cebu, Davao, General Santos, Honolulu, Iloilo, Los Angeles, Manila, San Francisco |
| Plaza Premium Lounge (accesul se plătește) | Plaza Premium Lounge                               | Hong Kong, Beijing, Shanghai, Guangzhou, Kuala Lumpur, Kota Kinabalu, Penang, Langkawi, Kuching, Johore Muscat, Malé, New Delhi, Hyderabad, Toronto, Vancouver, Edmonton |
| Plaza Premium Lounge (accesul se plătește) | The Green Market                                   | Singapore, Hong Kong |
| Plaza Premium Lounge (accesul se plătește) | The Travelers' Lounge                              | Hong Kong |
| Porter Airlines                            | Porter Lounge                                      | Ottawa, Toronto–Billy Bishop |
| Qantas                                     | Qantas Club (pentru zboruri locale)                | Adelaide, Alice Springs, Brisbane, Broome, Cairns, Canberra, Coffs Harbour, Darwin, Devonport, Emerald, Gladstone, Hobart, Kalgoorlie, Karratha, Launceston, Mackay, Melbourne, Perth, Port Hedland, Rockhampton, Sydney, Townsville |
| Qantas                                     | Domestic Business Lounge                           | Brisbane, Canberra, Melbourne, Sydney |
| Qantas                                     | International Business Lounge                      | Adelaide, Auckland, Bangkok, Brisbane, Darwin, Hong Kong, Honolulu, Los Angeles, Melbourne, Perth, Singapore, Sydney, Tokio–Narita, Wellington |
| Qantas                                     | International First Lounge                         | Bangkok, Brisbane, Hong Kong, Los Angeles, Melbourne, Singapore, Sydney |
| Qatar Airways                              | Qatar Airways Premium Terminal                     | Doha |
| Qatar Airways                              | Qatar Airways Premium Lounge                       | Londra–Heathrow |
| Royal Air Maroc                            | Le Casablanca Lounge                               | Casablanca |
| Royal Brunei Airlines                      | Sky Lounge                                         | Bandar Seri Begawan |
| Royal Jordanian                            | Crown Lounge                                       | Amman, Aqaba, Dubai |
| Saudi Arabian Airlines                     | Alfursan Lounge                                    | Riyadh, Dammamm, Jeddah |
| Scandinavian Airlines                      | Business Lounge                                    | Bruxelles, Chicago–O'Hare, Copenhaga, Gothenburg, Helsinki, Londra–Heathrow, Newark, Oslo, Paris–Charles de Gaulle, Stockholm |
| Scandinavian Airlines                      | Scandinavian Lounge                                | Copenhaga, Oslo, Stockholm |
| Servisair (accesul se plătește)            | Executive Lounge                                   | Aberdeen, Amsterdam, Atena, Birmingham, Bristol, Calgary, Cardiff, Köln-Bonn, Copenhaga, Cork, Dubai, Dublin, Durham Tees Valley, East Midlands, Edinburgh, Faro, Geneva, Glasgow, Graz, Hong Kong, Humberside, Inverness, Kingston, Kuala Lumpur, Liverpool, Londra–Gatwick, Londra–Heathrow, Londra–Luton, Madrid, Manchester, Montego Bay, Montreal–Trudeau, Newcastle, Vancouver |
| Singapore Airlines                         | SilverKris Lounge                                  | Adelaide, Bangkok, Brisbane, Hong Kong, Kuala Lumpur, Londra–Heathrow, Manila, Melbourne, Perth, San Francisco, Singapore, Sydney, Taipei |
| Singapore Airlines                         | KrisFlyer Gold Lounge                              | Singapore |
| Sky Team                                   | Sky Team Lounge                                    | Londra–Heathrow |
| South African Airways                      | Baobab Business Lounge                             | Cape Town, Durban, East London, Harare, Johannesburg, Lusaka, Port Elizabeth |
| South African Airways                      | Cycad First Class Lounge                           | Cape Town, Johannesburg |
| Star Alliance                              | Star Alliance Lounge                               | Londra–Heathrow, Los Angeles, Nagoya, Paris–Charles de Gaulle |
| TAM Airlines                               | VIP Lounges                                        | Asunción, Curitiba, Florianópolis, Rio de Janeiro–Galeão, Rio de Janeiro–Santos Dumont, São Paulo–Guarulhos |
| TAP Portugal                               | TAP Premium Lounge                                 | Funchal, Lisabona |
| Thai Airways                               | Royal Orchid Lounge                                | Bangkok–Suvarnabhumi, Dhaka, Hat Yai, Hong Kong, Osaka–Kansai, Singapore, Surat Thani, Taipei |
| Thai Airways                               | Royal Silk Lounge                                  | Bangkok–Suvarnabhumi, Chiang Mai, Kathmandu, Khon Kaen, Krabi, Kuala Lumpur, Manila, Phuket |
| Thai Airways                               | Royal Executive Lounge                             | Chiang Rai |
| Thai Airways                               | Royal First Lounge                                 | Bangkok–Suvarnabhumi |
| Thai Airways                               | Royal Orchid Spa                                   | Bangkok–Suvarnabhumi |
| Turkish Airlines                           | Lounge Istanbul                                    | Istanbul-Atatürk |
| United Airlines                            | United Club                                        | Atlanta, Austin, Boston, Buenos Aires, Chicago–O’Hare, Cleveland, Dallas/Fort Worth, Denver, Fort Lauderdale, Guam, Guatemala City, Hong Kong, Honolulu, Houston–Intercontinental, Las Vegas, Los Angeles, Melbourne, Mexico City, Minneapolis/St. Paul, Newark, New York–JFK, New York–LaGuardia, Orange County, Orlando, Osaka–Kansai, Panama City, Philadelphia, Phoenix, Portland OR, San Antonio, San Diego, San Francisco, Santo Domingo, São Paulo–Guarulhos, Seattle/Tacoma, Tokio–Narita, Washington–Dulles, Washington–Reagan |
| United Airlines                            | Global First Lounge                                | Chicago–O'Hare, Hong Kong, Los Angeles, New York–JFK, San Francisco, Tokio–Narita, Washington–Dulles |
| United Airlines                            | Arrivals Lounge                                    | Chicago–O'Hare, San Francisco, São Paulo–Guarulhos |
| US Airways                                 | US Airways Club                                    | Boston, Buffalo, Charlotte, Greensboro, Hartford/Springfield, Los Angeles, New York–LaGuardia, Philadelphia, Phoenix, Pittsburgh, Raleigh/Durham, Tampa, Washington–Reagan |
| Vietnam Airlines                           | Vietnam Airlines Lounge                            | Da Nang, Hanoi, Ho Chi Minh, Noi Bai, Tan Son Nhat |
| Virgin Atlantic Airways                    | Virgin Atlantic Clubhouse                          | Boston, Hong Kong, Johannesburg, Londra–Gatwick, Londra–Heathrow, Newark, New York–JFK, San Francisco, Tokio–Narita, Washington–Dulles |
| Virgin Atlantic Airways                    | Revivals Lounge                                    | Londra–Heathrow |
| Virgin Australia                           | Virgin Australia Lounge                            | Adelaide, Brisbane, Canberra, Gold Coast, Mackay, Melbourne, Perth, Sydney |